# Осада Могилёва (1660)
Осада Могилёва 1660 года — один из эпизодов русско-польской войны 1654—1667 годов. Польско-литовская армия в ходе контр-наступления в Великом княжестве Литовском осадила город Могилёв, взятый русским войском пятью годами ранее. Гарнизону, состоявшему из царских ратников и запорожских казаков, удалось выдержать осаду и дождаться отступления армии Речи Посполитой. Осаду Могилёва не следует путать с осадой Могилёва-Подольского в феврале того же года.

## Стратегическая обстановка
После битвы под Полонкой в 28 июня 1661, польско-литовская армия сумела перехватить инициативу в войне и пошла в контрнаступление, постепенно отвоёвывая захваченные русскими территории ВКЛ. Являясь стратегическим пунктом на пути в Смоленск, могилёвская крепость обороняла переправу через Днепр и без её взятия армии Речи Посполитой невозможно было развёртывать продолжительные военные операции на левом берегу реки. Более того, утрата Могилёва означала бы для Русского государства также утрату днепровского речного пути, ведущего в «черкасские городы», что было крайне нежелательно в условиях ведения войны как в Белоруссии, так и в малороссийских землях.

## Ход осады
10 (20) августа 1660 года к осаде Могилёва подошли отряды, возглавляемое стольником Кшиштофом Сапегой.19 августа подошел гетман Павел Ян Сапега с главными литовскими силами. А уже 20 августа к ним присоединились войска Короны под предводительством Стефана Чарнецкого, но стал лагерем в Буйничах, находящимся южнее Могилёва.
Русский гарнизон в Могилеве был небольшой. Князь Репнин в конце июня докладывал царю: «…в Могилеве… твоих ратных пеших людей малолюдно, а конных никого нет, а в приход воинских людей, за малолюдством, в тех городах твоим ратным людям быть опасно». Воевода Семен Данилович Змеев, покидая город 29 апреля, забрал с собой поступивших на службу 60 могилевских шляхтичей и оставил в Могилеве «для славы к стрельцам солдат рота, 130 ч., голова стрелецкой с приказом, стрельцов 480 ч.».  Выслать крупные подкрепления для усиления гарнизона, у русского командования возможности не было. Семен Змеев, отправленный на помощь Могилеву, с 565 солдатами, был блокирован литовскими войсками в начале сентября около Мстиславля. Гарнизону Быхова в 952 человека было приказано сидеть на месте. Таким образом, гарнизон Могилева на момент осады мог составлять около 610 солдат и стрельцов, не считая мещан.
Оценив штурм Могилёва как бесперспективный, польско-литовские полководцы решили взять крепость голодом и измором. Предместья города вместе с церквями были сожжены, а жители сталкивались с нехваткой продовольствия. Чтобы еще больше усугубить ситуацию, гетман Сапега решил пойти на хитрость и отпустил часть могилевчан, содержащихся у него в плену, называя этом жестом человеколюбия и сострадания. Но данный ход носил более прагматичный характер: таким образом, он хотел увеличить количество едоков, тем самым сократив продовольственные запасы и вынудив горожан сдаться. Не исключено, что среди пленных были польские лазутчики и агитаторы. Русский воевода пленных в город не пустил и отгонял их от городских валов. Но несмотря на все трудности, как доносили русскому царю: «а могилевцы де тебе служат, а сдаваться гетманам не хотят».
Сапега и Чарнецкий отправляли письма, с призывом к местным жителям сдать город и обещанием прощения от короля. Могилевчане не торопились открывать ворота – как и в 1655 году, местное население оказывало помощь русским войскам. Горожане и шляхта активно боролись с польско-литовской армией, ловили лазутчиков и отводили их к новому воеводе Матвею Полуехтову. Воевода с изменниками не церемонился и проводил показательные казни.
На помощь городу шел князь Юрий Алексеевич Долгоруков. К 30 сентября польско-литовские армии покинули окрестности Могилёва, отправившись на встречу русским войскам, оставив под городом немногочисленнее отряды Самуэля Оскерко и Дениса Мурашко. Оба войска встретились около реки Бася, где 8 октября произошло сражение, не принесшие ни одной из сторон победы. Обе армии отошли в свои лагеря, не решаясь продолжить сражение. С севера должны были подойти войска Хованского, поэтому не дожидаясь, пока к противнику подойдут подкрепления, Чарнецкий и Сапега тайно пошли на встречу Хованскому. 27 октября у Толочино произошла битва, в которой русские войска потерпели поражение. Несмотря на это, польско-литовские войска, решили не иметь дела с армией Долгорукова и не стали возобновлять осаду. Юрий Долгорукрв вошел в Могилёв в начале ноября, тем самым окончательно освободив город. Но город не долго оставался под русской властью - 1 (11) февраля произошло восстание шляхты, ранее присягнувшей русскому царю, во главе с магистратом, вернувшее город в состав Великого княжества Литовского.